# Municipio de Deer Creek (Pensilvania)
El municipio de Deer Creek  (en inglés: Deer Creek Township) es un municipio ubicado en el condado de Mercer en el estado estadounidense de Pensilvania. En el año 2000 tenía una población de 465 habitantes y una densidad poblacional de 12.0 personas por km².

## Geografía
El municipio de Deer Creek se encuentra ubicado en las coordenadas 41°28′00″N 80°06′59″O / 41.46667, -80.11639.

## Demografía
Según la Oficina del Censo en 2000 los ingresos medios por hogar en la localidad eran de $33,542 y los ingresos medios por familia eran $41,750. Los hombres tenían unos ingresos medios de $30,357 frente a los $20,893 para las mujeres. La renta per cápita para la localidad era de $16,413. Alrededor del 9,0% de la población estaban por debajo del umbral de pobreza.